# 唐納德冰原島峰
65°5′S 60°6′W / 65.083°S 60.100°W
唐納德冰原島峰（英語：Donald Nunatak）是南極洲的冰原島峰，位於葛拉漢地的奧斯卡二世海岸，屬於錫爾冰原島峰的一部分，處於格雷冰原島峰以北3公里，在1902年由瑞典探險隊繪入地圖，現時由南極條約體系管理。